# Sumatrina
Sumatrina es un género de foraminífero bentónico de la subfamilia Sumatrininae, de la familia Neoschwagerinidae, de la superfamilia Fusulinoidea, del suborden Fusulinina y del orden Fusulinida. Su especie tipo es Sumatrina annae. Su rango cronoestratigráfico abarca el Murgabiense superior (Pérmico superior).

## Discusión
Clasificaciones más recientes incluyen Sumatrina en la superfamilia Neoschwagerinoidea, y en la subclase Fusulinana de la clase Fusulinata.

## Clasificación
Sumatrina incluye a las siguientes especies:
- Sumatrina annae †
  - Sumatrina annae minima †
- Sumatrina borissiaki †
- Sumatrina bulolensis †
- Sumatrina fusiformis †
  - Sumatrina fusiformis gigantea †
- Sumatrina longissima †
- Sumatrina multiseptata †
- Sumatrina pesuliensis †
- Sumatrina quasiannae †
- Sumatrina rossica †
- Sumatrina ussurica †
- Sumatrina vediensis †